# Aérodrome de Tabou
L'aérodrome de Tabou est un aérodrome desservant Tabou en Côte d'Ivoire.